# ONE NIGHT THEATER 1985
『ONE NIGHT THEATER 1985』(ワン・ナイト・シアター 1985)は日本のロックバンド安全地帯のライヴ・アルバム。
2000年にDVDで発売されたライヴ映像に関しても、本項にて記載する。

## 解説
ライヴ・アルバムとしては『安全地帯LIVE』より約9年振りとなる。
1985年に8月31日に行われた横浜球場ライヴの音源を収録。
Kitty Recordsからの最後のライヴアルバムリリースである。

## 収録曲

### Disc.1
1. Lazy Daisy
2. We're alive
3. 萠黄色のスナップ
4. 風
5. Kissから
6. インスト1
7. インスト2
8. ワインレッドの心
9. yのテンション
10. 瞳を閉じて

### Disc.2
1. エクスタシー
2. ノーコメント
3. 彼女は何かを知っている
4. マスカレード
5. 碧い瞳のエリス
6. 恋の予感
7. あなたに
8. 熱視線
9. 真夜中すぎの恋
10. 悲しみにさよなら

## ONE NIGHT THEATER 横浜スタジアム・ライブ1985
『ONE NIGHT THEATER 横浜スタジアム・ライブ1985』(ワン・ナイト・シアター・よこはまスタジアム・ライブ・1985)は日本のロックバンド安全地帯が1985年に行ったライブ及び、発売したライブ・ビデオ。
1985年12月21日にVHS、βにて、1986年1月25日にLD、VHDにてリリースされた。
2000年12月20日に『安全地帯ライヴ'84サマーツアーより We're ALIVE』、『STARDUST RENDEZ-VOUS スターダスト・ランデブー 井上陽水・安全地帯 LIVE at 神宮球場』、『To me 安全地帯LIVE』、『安全地帯ドキュメント I LOVE YOUからはじめよう 日本武道館ライブ』、『安全地帯アンプラグド・ライヴ!』、『安全地帯ベスト』との同時発売でDVDとして再リリースされた。

## 収録曲
1. Lazy Daisy
2. We're alive
3. 萠黄色のスナップ
4. 風
5. Kissから
6. ワン・ナイト・シアター/安全地帯inst1
7. ワン・ナイト・シアター/安全地帯inst2
8. ワインレッドの心
9. yのテンション
10. 瞳を閉じて
11. エクスタシー
12. ノーコメント
13. 彼女は何かを知っている
14. マスカレード
15. 碧い瞳のエリス
16. 恋の予感
17. あなたに
18. 熱視線
19. 真夜中すぎの恋
20. 悲しみにさよなら
21. エンドレス (BGM)